# Anthony Ricketts
Anthony Ricketts (* 12. März 1979 in Sydney) ist ein ehemaliger australischer Squashspieler.

## Karriere
Ricketts stieg im Verlaufe seiner Profikarriere konstant in der Weltrangliste. Den größten und wichtigsten Sprung schaffte er 2002, als er von den Top 30 in die Top Ten vorrückte. In diesem Jahr gewann er auch die Silbermedaille im Doppel bei den Commonwealth Games in Manchester. 2003 folgte der Weltmeistertitel mit der australischen Nationalmannschaft.
Im Jahr 2004 musste er wegen einer Knieverletzung erstmals für sieben Monate pausieren, doch das Folgejahr sollte das bis dato beste seiner Karriere werden: Ihm gelang es, sowohl das Tournament of Champions als auch die British Open zu gewinnen, zwei Titel der PSA World Series. In der Folge kletterte Ricketts in der Weltrangliste bis auf Position drei. Mit der australischen Nationalmannschaft nahm er 2005 ein letztes Mal bei einer Mannschaftsweltmeisterschaft teil.
Im Jahr darauf, 2006, gewann Ricketts zudem die PSA Super Series im Finale gegen Lee Beachill. Mit seinem Partner Stewart Boswell wurde er außerdem Weltmeister im Doppel, was Ricketts’ letzter großer Titel sein sollte. Im Dezember 2007 beendete er wegen einer anhaltenden Knieverletzung seine Karriere. Er gewann im Laufe seiner Karriere neun Titel auf der PSA World Tour und stand in acht weiteren Finals.
Anthony Ricketts arbeitete im Anschluss an seine Spielerkarriere als Trainer am Australian Institute of Sport in Brisbane. Er ist Mitglied der Squash Australia Hall of Fame.

## Privates
Anthony Ricketts ist verheiratet mit der ehemaligen neuseeländischen Profisquasherin Shelley Kitchen. Das Paar hat zwei Töchter.

## Erfolge
- Weltmeister mit der Mannschaft: 2003
- Weltmeister im Doppel: 2006 (mit Stewart Boswell)
- Gewonnene PSA-Tour Titel: 9
- Commonwealth Games: 2 × Silber (Doppel 2002 und 2006, mit Stewart Boswell)